# Shuangyang, Changchun
Shuangyang (xinès: 双阳区, pinyin: Shuāngyáng Qū) és un dels set districtes de la ciutat a nivell de prefectura de Changchun, la capital de la província de Jilin, al nord-est de la Xina, que forma part dels suburbis del sud-est de la ciutat. Tot i ser un districte de la ciutat, es troba a més de 40 quilometres (25 mi) al sud-est del nucli urbà. Limita amb els districtes d'Erdao al nord i Nanguan al nord-oest, així com les ciutats a nivell de prefectura de Jilin al sud i a l'est i Siping al sud-oest.

## Geografia
Situat a la part sud-est de Changchun, Shuangyang és conegut pel seu entorn natural, incloent muntanyes, rius i zones verdes, que el converteixen en una àrea important per al turisme i la recreació. És l'hàbitat del cérvol sika, i hi ha un museu dedicat a l'animal en el districte.
Shuangyang es troba a la regió nord-est de la Xina, una zona caracteritzada per un clima continental humit amb estius càlids i humits i hiverns freds i secs. El districte està envoltat de paisatges naturals, incloent les muntanyes Changbai, que són una atracció popular per als excursionistes i amants de la natura.

## Divisions administratives
Hi ha quatre subdistrictes, quatre ciutats i un municipi ètnic.
Subdistrictes:
- Subdistricte de Pinghu (平湖街道),
- Subdistricte de Yunshan (云山街道),
- Subdistricte de Sheling (奢岭街道),
- Subdistricte de Shanhe (山河街道)

Pobles:
- Taiping (太平镇),
- Luxiang (鹿乡镇),
- Tuding (土顶镇),
- Qijia (齐家镇)

L'únic municipi és el municipi ètnic Hui de Shuangyingzi (双营子回族乡)